# Lantanite-(Nd)
La lantanite-(Nd) è un minerale.